# Глинка-Янчевский, Станислав Казимирович
Станислав Казимирович Глинка-Янчевский (1844—1921) — инженер-капитан Русской императорской армии, писатель, публицист, редактор право-монархической газеты «Земщина» и общественный деятель. Член Русского собрания (1902 год) и Союза русского народа (1910 год).

## Биография
Станислав Глинка-Янчевский родился в 1844 году. Окончив Николаевское инженерное училище, был в 1862 году произведен в офицеры и зачислен в Николаевскую инженерную академию. На старшем курсе он был арестован и содержался в заключении 2 года и 8 месяцев по обвинению в «недонесении начальству о преступных намерениях товарищей».
В 1866 году его назначили в туркестанскую саперную роту, где он прослужил до 1875 года. Создал в Средней Азии ряд широкопоставленных коммерческих предприятий, но неудачи с разведением хлопка подорвали его дела. 

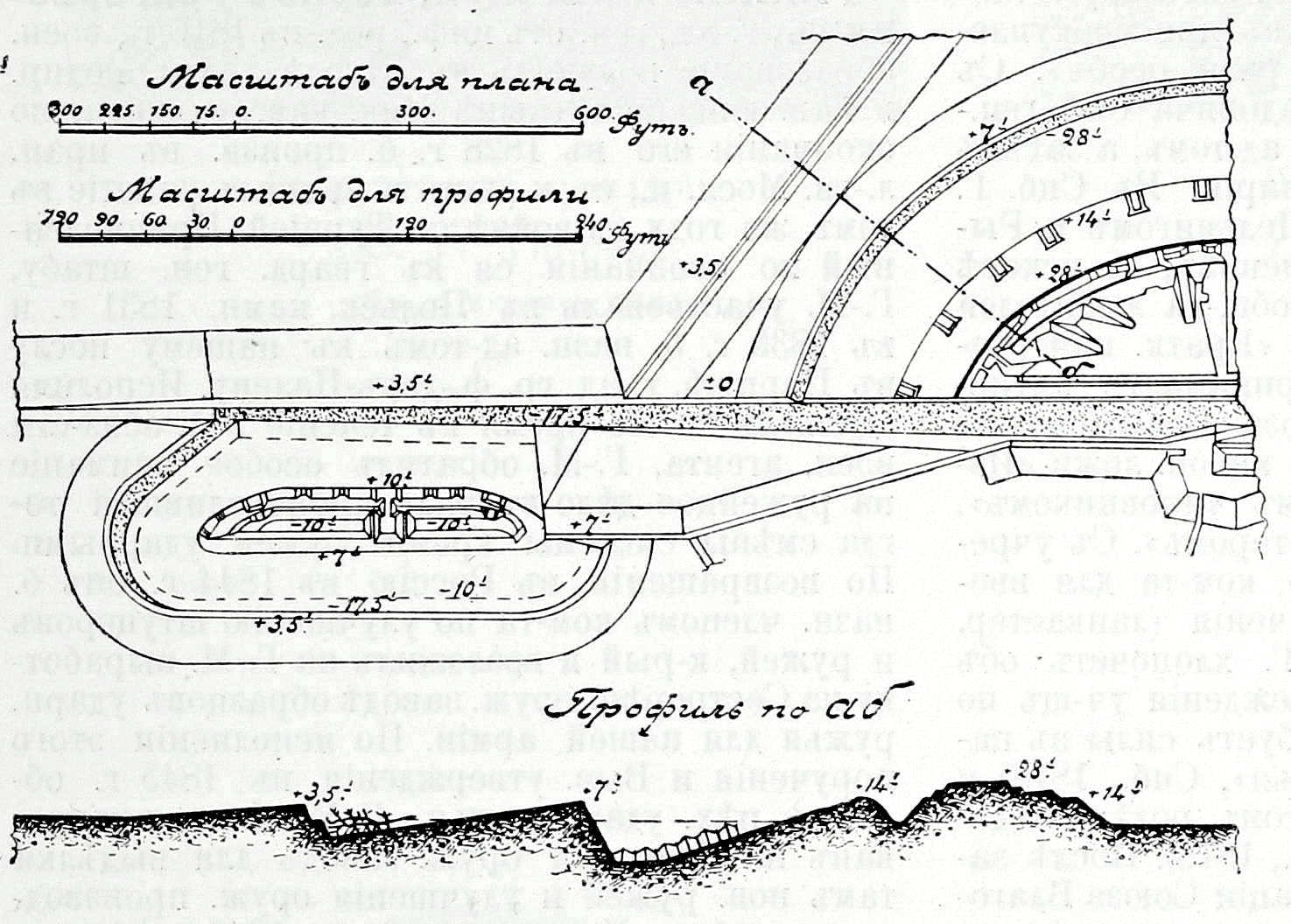
Схема форта
Рисунок из статьи «Глинка-Янчевский»
(«Военная энциклопедия Сытина»)

Первые его статьи появились в «Инженерном журнале» 1864—66 гг.; затем он писал в «Туркестанских ведомостях» и изредка в «Голосе».
В 1883 году Станислав Казимирович Глинка-Янчевский издал на правах рукописи «Основные начала социально-экономических преобразований», к числу которых им отнесено возрождение сельско-хозяйственных винокуренных заводов.
В 1886 году он издал сочинение «Крепости-лагери», послужившее темой масштабных споров в Николаевской академии генерального штаба. Произведение послужило предметом особого доклада автора в Академии генштаба в начале 1887 года, сопровождавшегося обширными прениями, коими руководил бывший в то время начальником Академии генерал-адъютант М. Н. Драгомиров. Взятое в своей сущности, это капитальное сочинение, в связи с его докладом и прениями, имеет несомненно историческое значение и отразилось на последующее развитие русского военно-инженерного искусства по вопросам устройства больших крепостей и в частности — на типах и устройстве фортов; оно оказало оживляющее влияние на развитие в России фортификационных идей в области крепостного строительства и указало на необходимость выхода их на путь более свободного и самостоятельного творчества.
В 1899 году напечатал резко написанную книгу «Пагубные заблуждения», доказывающую, что судебное ведомство и юристы, а в частности известный юрист К. Ф. Хартулари (XXXVII, 89), стремятся во имя «принципов» ограничить единственно-надежный источник правосудия — самодержавную власть неограниченного монарха.
Сочинение Глинки-Янчевского вызвало много возражений, против которых автор в том же направлении полемизирует в книге: «Во имя идеи» (1900 год).
С 1900 года Станислав Казимирович Глинка-Янчевский много писал в «Новом времени», то присоединяясь к всеобщим нападкам на отживающие порядки, то резко выступая против освободительного движения.
Ему принадлежит весьма популярная среди правых сил мысль, написанная на страницах «Земщины» в начале Первой мировой войны, что «не Германия затеяла войну, а жиды, которые выбрали Германию орудием своих планов», желая стравить две монархические державы, чтобы ослабить их в этой войне.
С. К. Глинка-Янчевский был яростным противником сближения с Великобританией, руководствуясь при этом не столько политическими и экономическими аргументами, сколько опасаясь предоставления равноправия евреям.
Он был не против воссоздания Царства Польского, но мирным путём, о чём неоднократно писал на страницах газет. Он считал, что Польша для Российской империи «только обуза. Она высасывает ежегодно сотни миллионов русских денег, а мятежами своими вызвала громадные расходы. Польская интеллигенция пробиралась во все учреждения и влияла разлагающе на русскую интеллигенцию».
Летом 1915 года Глинка-Янчевский заявлял о необходимости действовать в стране с помощью «железной диктатуры», не уповать на «общественные силы», чтобы предотвратить «большую беду».
Его дочь П. С. Глинка-Янчевская во время Первой мировой войны служила сестрой милосердия и была награждена командованием золотой медалью за службу на передовой в передвижном лазарете.
Почти сразу после февральской революции «Земщина» была закрыта, а её редактор Глинка-Янчевский был 20 марта 1917 года, после проведения у него обыска взят Временным правительством под стражу. Был арестован и его сын, сотрудник издания, М. С. Глинка-Янчевский; последнего уже в конце марта отпустили. В начале августа был освобождён и Глинка-Янчевский (вместе с Л. Т. Злотниковым и Н. Н. Жеденовым), а в конце августа он был выслан из Петрограда как «злостный контрреволюционер» вместе с А. А. Вырубовой, доктором Бадмаевым, Манасевичем-Мануйловым и другими. В Финляндии они были вновь арестованы революционно настроенными матросами и до конца сентября находились в заточении в крепости Свеаборг. По свидетельству Вырубовой, Глинка-Янчевский не терял присутствия духа: «спал на голых досках, покрываясь старым пальто», и «уверял, что он никогда так хорошо не ел, как в крепости».
Вскоре после октябрьского переворота 1917 года С. Глинка-Янчевский вновь был арестован большевиками и провёл остаток жизни под стражей. В 1919 году в Бутырке его повстречал В. Ф. Клементьев, который в своих мемуарах описал эпизод о посещении Каменевым камеры тюрьмы, где сидели царский министр А. А. Макаров (впоследствии расстрелянный), «полуслепой и полунормальный» Глинка-Янчевский и другие. Каменев хотел увидеть беспомощного и униженного Макарова, но тот не пожелал ни о чём просить у него. Тут к большевику подошёл явно юродствовавший Глинка-Янчевский и обратился с просьбой разрешить ему снова вести свою газету «Земщина». Каменев в ярости покинул тюремную камеру.
Он умер в 1921 году; обстоятельства смерти Станислава Казимировича Глинки-Янчевского доподлинно не известны, он либо умер в тюрьме, либо был расстрелян, либо убит большевиками.